# Plagiostenopterina trifasciata
Plagiostenopterina trifasciata är en tvåvingeart som beskrevs av Meijere 1919. Plagiostenopterina trifasciata ingår i släktet Plagiostenopterina och familjen bredmunsflugor. Inga underarter finns listade i Catalogue of Life.